# Jean de Brem
Jean Nicolas Marcetteau de Brem, dit Jean de Brem, né le 2 août 1935 dans le 6e arrondissement de Paris et tué par la police le 18 avril 1963 dans le 5e arrondissement de Paris, est un journaliste, officier parachutiste français et militant de l'OAS.

## Biographie
Élève au collège Sainte Croix des Neiges à Abondance, puis au lycée Buffon, Jean de Brem milite activement aux Jeunes indépendants de Paris. Sous-lieutenant au 2e RPC, il participe aux opérations en Algérie ainsi qu'à l'expédition de Suez sous les ordres du colonel Chateau-Jobert.
Démobilisé, il participe à des journaux tels que Paris Match, Combat mais aussi L'Esprit public, écrit plusieurs recueils de poèmes, se lance dans la rédaction d'un ouvrage sur l'histoire de l'Europe, milite dans les milieux pro-Algérie française, rejoint l'OAS dès sa fondation. Pour la mort de Jean-Marie Bastien-Thiry, il compose sous le titre La Cavalcade une adaptation française du chant allemand Ich hatt' einen Kameraden, évoquant la tristesse d'un cavalier qui perd son camarade au combat.
Le 6 mars 1963, il assassine devant son domicile le banquier Henri Lafond, président de la Banque de l'Union parisienne (BUP), qui avait refusé de témoigner en faveur des accusés lors des procès du Petit-Clamart, lui assénant avant de tirer : « De la part de Bastien-Thiry ! ».
Le 18 avril 1963 à Paris, sur la montagne Sainte-Geneviève, il est abattu par la police, alors qu'il tentait de voler une voiture pour quitter Paris,.

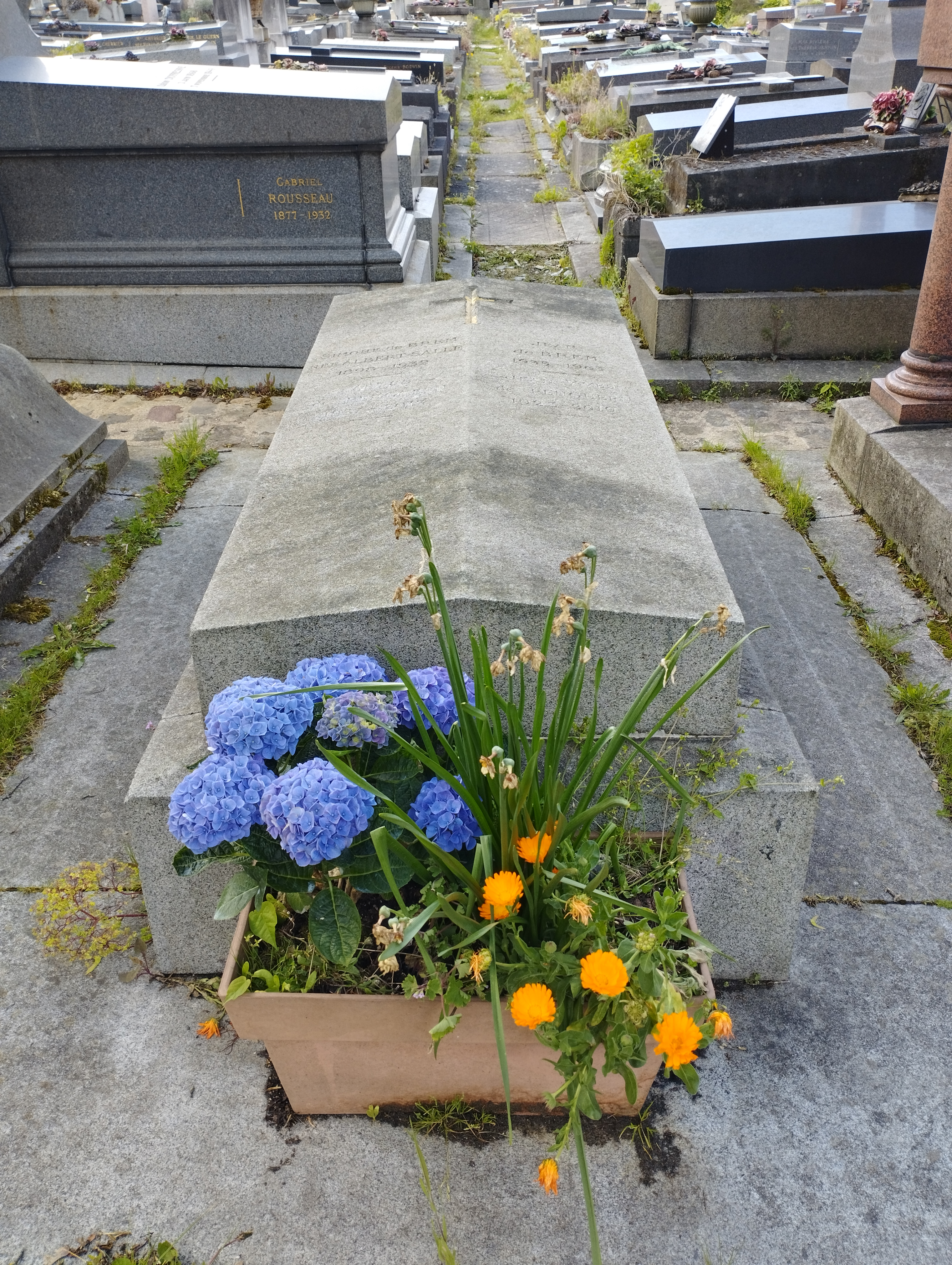
Tombe de Jean de Brem au cimetière du Père-Lachaise (division 94).

Il est inhumé au cimetière du Père-Lachaise (division 94).
Son histoire de l'Europe, de plus de 600 pages, a été publiée à titre posthume (1964) par les Éditions de la Table ronde (Le testament d'un Européen).
Il était le cousin d'Olivier Guichard et l'oncle de l'acteur Artus de Penguern.